# Pseudovolucella
Pseudovolucella (лат.) — род двукрылых из семейства журчалок из подсемейства Eristalinae.

## Описание
Крыло с крупным тёмно-бурым пятном у середины переднего края. Радиальная жилка R4+5 без выемки. Радиально-медиальная поперечная жилка крыла расположена за серединой дискальной ячейки. У самцов бёдра задних ног расширены. Основание брюшка светло-жёлтое; пятна и перевязи на втором и четвёртом тергитах отсутствуют.

## Систематика
В составе рода:
- Pseudovolucella apiformis Meijere, 1919
- Pseudovolucella apimima Hull, 1941
- Pseudovolucella decipiens Herve-Bazin, 1914
- Pseudovolucella eristaloides Brunetti, 1913
- Pseudovolucella fasciata Curran, 1931
- Pseudovolucella hingstoni Coe, 1964
- Pseudovolucella malayana Curran, 1928
- Pseudovolucella mimica Shiraki, 1930
- Pseudovolucella ochracea Hull, 1944

## Распространение
Встречаются на востоке Палеарктики и в Ориентальной области. 